# Habenaria commelinifolia
Habenaria commelinifolia är en orkidéart som först beskrevs av William Roxburgh och som fick sitt nu gällande namn av Nathaniel Wallich och John Lindley.
Habenaria commelinifolia ingår i släktet Habenaria och familjen orkidéer. Inga underarter finns listade i Catalogue of Life.